# Regra de Madelung
Em átomos neutros, a ordem aproximada em que as subcamadas são preenchidas é dada pela regra n + ℓ, também conhecida como regra de Madelung ou a aproximação aufbau.
Aqui n representa o número quântico principal e ℓ o número quântico azimutal; os valores ℓ = 0, 1, 2, 3 correspondem aos rótulos s, p, d e f, respectivamente. O preenchimento das camadas dado por esta regra é 1s, 2s, 2p, 3s, 3p, 4s, 3d, 4p, 5s, 4d, 5p, 6s, 4f, 5d, 6p, 7s, 5f, 6d, 7p, 8s, etc. Por exemplo, o titânio (Z = 22) tem a configuração do estado fundamental 1s2 2s2 2p6 3s2 3p6 4s2 3d2.
Orbitais com um menor valor de n + ℓ são preenchidos antes daqueles com maiores valores de n + ℓ. No caso de valores iguais de n + ℓ, o orbital com um valor n mais baixo é preenchido primeiro. A regra de ordenação de energia de Madelung aplica-se apenas a átomos neutros em seu estado fundamental. Existem dez elementos entre os metais de transição e dez elementos entre os lantanídeos e os actinídeos para os quais a regra de Madelung prevê uma configuração de elétrons que difere daquela determinada experimentalmente.